# Bren, Drôme
Bren är en kommun i departementet Drôme i regionen Auvergne-Rhône-Alpes i sydöstra Frankrike. Kommunen ligger i kantonen Saint-Donat-sur-l'Herbasse som tillhör arrondissementet Valence. År 2022 hade Bren 680 invånare.

## Befolkningsutveckling
Antalet invånare i kommunen Bren
Referens:INSEE